# Alex Bruce
Alex Stephen Bruce (Norwich, 28 de setembro de 1984) é um futebolista norte-irlandês que atua como zagueiro. Atualmente, defende o Hull City.
Bruce, filho do também defensor Steve Bruce, que fez história no futebol inglês defendendo clubes como Gillingham, Norwich City e Manchester United nos anos 1980 e 1990, apesar de ter nascido na Inglaterra (mais precisamente em Norwich, clube que seu pai defendia à época), optou por defender inicialmente na carreira a seleção da Irlanda (sua vó era irlandesa, dando possibilidades para Bruce defender tanto a Irlanda quanto a Irlanda do Norte) mesmo tendo recebido uma convocação para a seleção da Irlanda do Norte sub-21. Inicialmente, defendeu em cinco oportunidades a equipe sub-21 da Irlanda, todas durante o ano de 2006. Neste mesmo ano ainda chegou a defender em uma oportunidade a equipe B da Irlanda. No ano seguinte, fez sua estreia pela equipe principal, disputando uma partida amistosa contra o Equador, estando presente em campo durante os noventa minutos no empate em 1 x 1. Sua segunda e última partida aconteceu apenas no final do ano seguinte, entrando aos sessenta minutos de partida na derrota por 3 x 2 para à Polônia.
Sem chances pela seleção desde então, ainda em 2011, cogitou-se pelo então treinador Nigel Worthington a possibilidade de Alex defender a seleção da Irlanda do Norte. Como Bruce havia defendido a Irlanda apenas em partidas amistosas, ainda era elegível para defender a Irlanda do Norte. Sua primeira convocação para a seleção aconteceu em 2012, para a partida válida pelas eliminatórias da Copa do Mundo de 2014 contra Portugal. Entretanto, sua primeira partida aconteceu apenas em 2013, contra Malta, tendo ficando em campo até os 72 minutos de partida no empate em 0 x 0.